# شهرستان استفنز (جورجیا)
شهرستان استیونز، جورجیا (به انگلیسی: Stephens County, Georgia) یک سکونتگاه مسکونی در ایالات متحده آمریکا است که در جورجیا واقع شده‌است.